# 桜木インターチェンジ
桜木インターチェンジ（さくらぎインターチェンジ）は、新潟県新潟市中央区神道寺にある国道8号・国道17号新潟バイパスのインターチェンジ。

## 概要
当インターチェンジを経由して、鳥屋野潟方面・白山方面などに接続している。
近辺にある新潟市道紫竹山鳥屋野線（紫鳥線）の桜木町交差点からの距離が短いため、終日にわたって混雑する傾向にある。

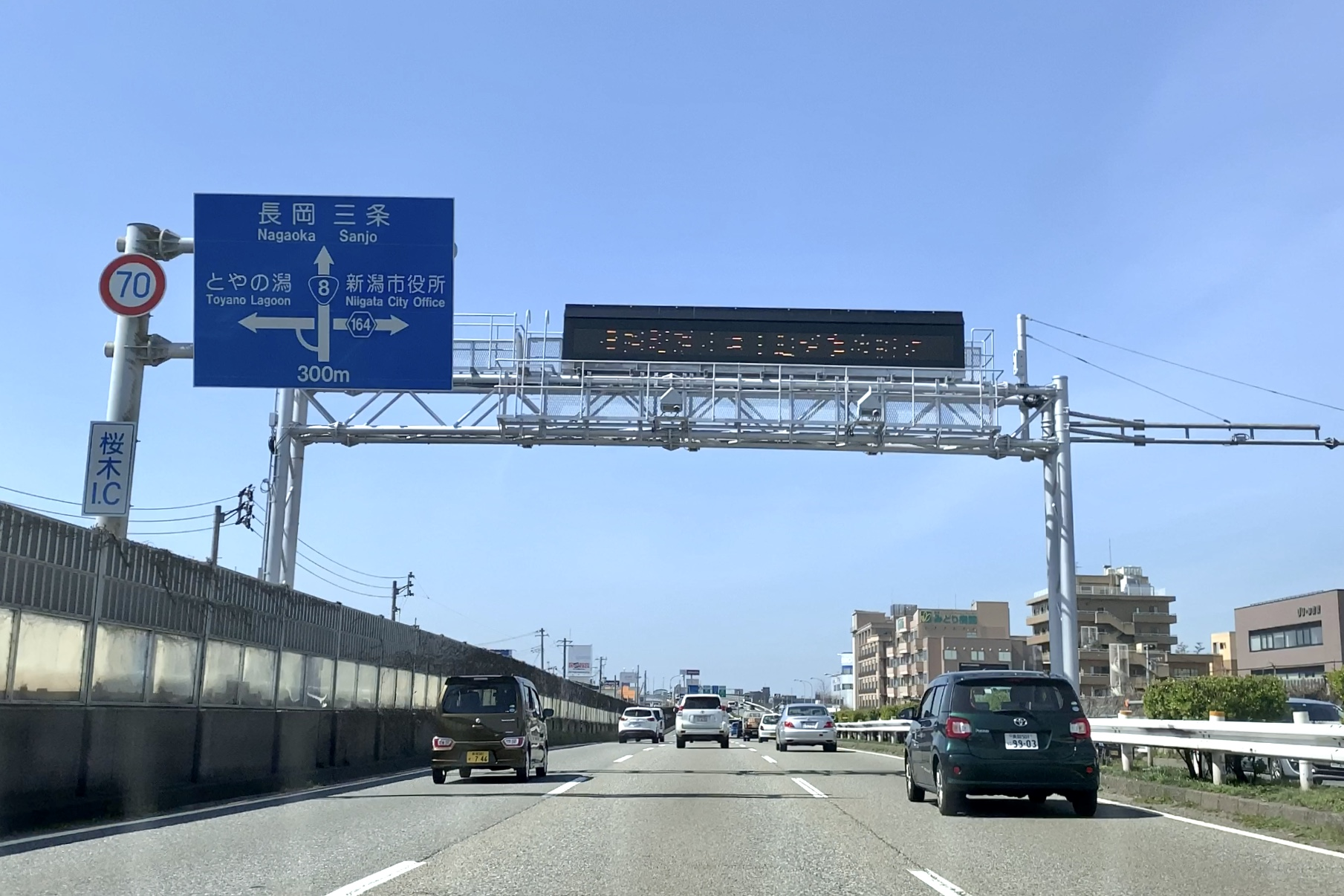
西行本線上のIC案内標識（2020年3月）

## 歴史
- 1973年（昭和48年）11月22日：開通。

## 道路
- 国道8号・国道17号（新潟バイパス）

## 接続する道路
- 新潟県道164号白山停車場女池線（和合線）
- 新潟市道

## 周辺
- 鳥屋野潟
- 新潟県立自然科学館
- 新潟県立図書館
- 鳥屋野運動公園野球場

## 隣
国道8号・国道17号新潟バイパス
女池IC - 桜木IC - 弁天IC